# 郴州直隶州
郴州直隶州，明朝时设置的直隶州。

郴州在湖南省的位置（1820年）

洪武九年（1376年）四月，降郴州府为直隶州。下领五县：永兴县、宜章县、兴宁县、桂阳县、桂东县。清朝时仍为直隶州。民国初年，全国废府州厅改县，于1913年改为郴县。